# Camille Chautemps
Camille Chautemps (ur. 1 lutego 1885 w Paryżu, zm. 1 lipca 1963 w Waszyngtonie) – francuski polityk, trzykrotny premier Francji.

## Kariera
Chautemps w 1912 został burmistrzem Tours, co rozpoczęło jego karierę polityczną. Między 1924 a 1926 wchodził w skład koalicji centrolewicowej i po raz pierwszy sprawował urząd premiera.
Ponownie w skład rządu wchodził w rządach centrolewicowych. Początkowo był ministrem spraw wewnętrznych. Dzięki zasługom na tym stanowisku został po raz drugi mianowany premierem Francji w listopadzie 1933. Zrzekł się tego stanowiska w styczniu 1934 w wyniku afery Stavisky’ego.